# ボース (フランス)

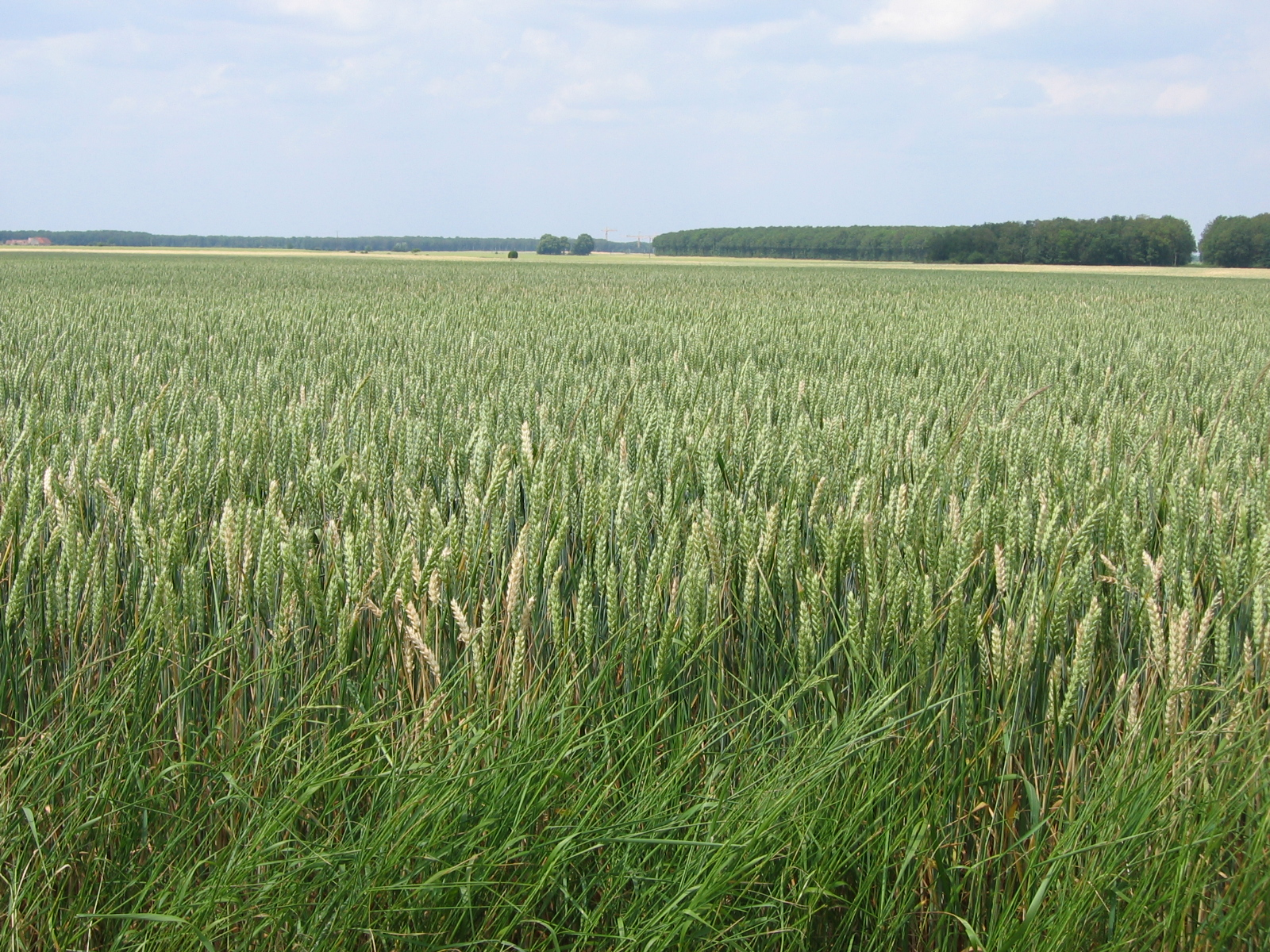
ボース地方の穀倉地帯

ボース（仏: Beauce）は、フランスの自然区分上の地方名。パリの南西の、おおよそ現在のウール＝エ＝ロワール県とロワール＝エ＝シェール県にあたるが、広義にはロワレ県、イヴリーヌ県、エソンヌ県も含む。
平均標高140mの平坦な台地上にある。セーヌ川の支流であるエソンヌ川とウール川が北に、ロワール川 (Loire) の支流であるロワール川 (Loir) が北西や西に向けて流れる。
穀物やナタネ、サトウダイコンなどを産し、しばしばフランス有数の穀倉地帯として名前があげられる。主要な都市はシャルトル、シャトーダン、エタンプである。